# Gogue e Magogue

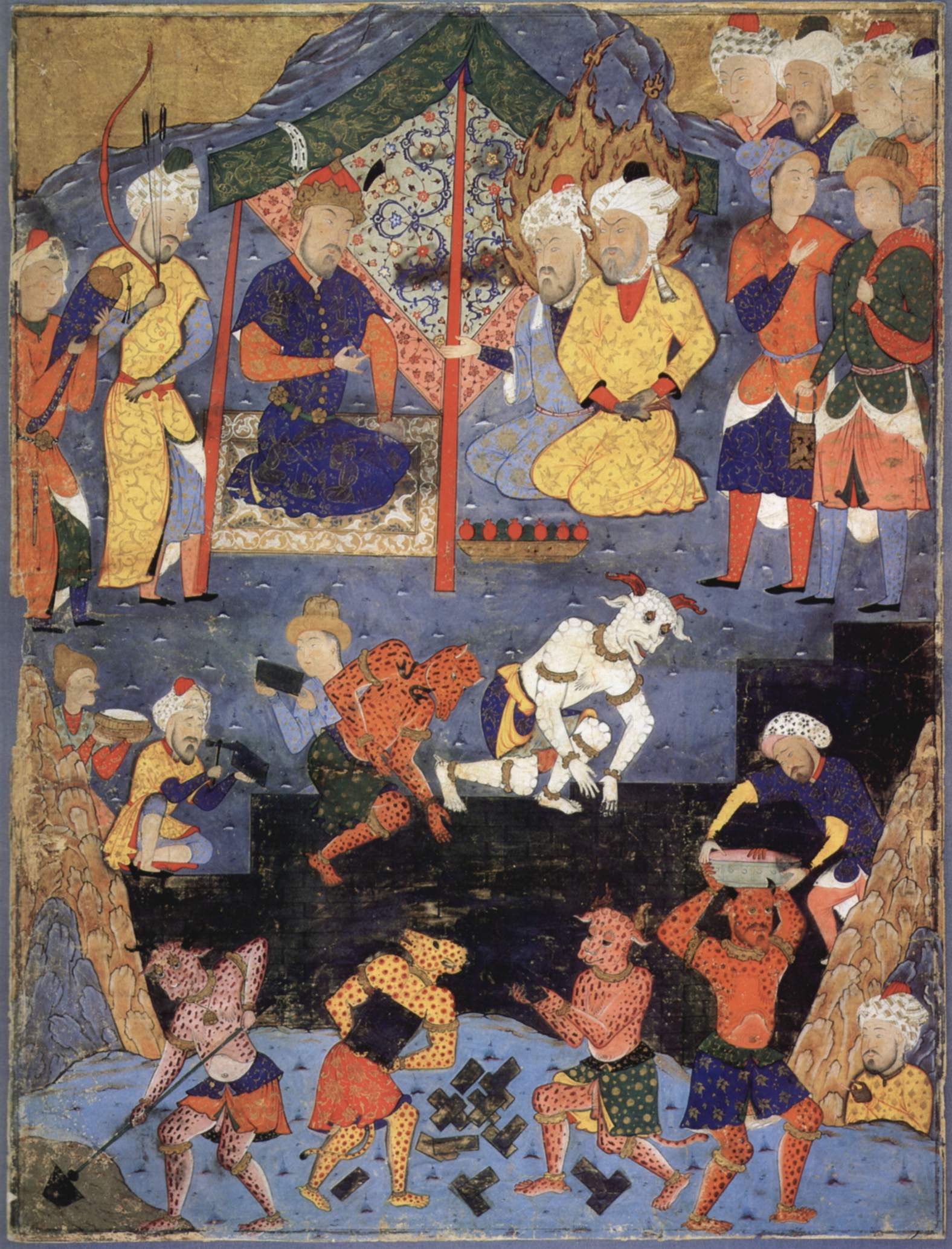
Pintura Persa do século XVI que ilustra a construção de um muro

Gogue e Magogue, ou Gog e Magog, (hebraico:  גּוֹג וּמָגוֹג; árabe: يَأْجُوج وَ مَأْجُوج) aparecem no livro de Gênesis, nos livros de Ezequiel, Apocalipse e no Alcorão. São muitas vezes apresentados como o nome de um príncipe, ou de um líder, ou ainda de um povo que habitava em uma região denominada Meseque e Tubal, respectivamente. Eles também aparecem na mitologia e no folclore.

## Referências bíblicas

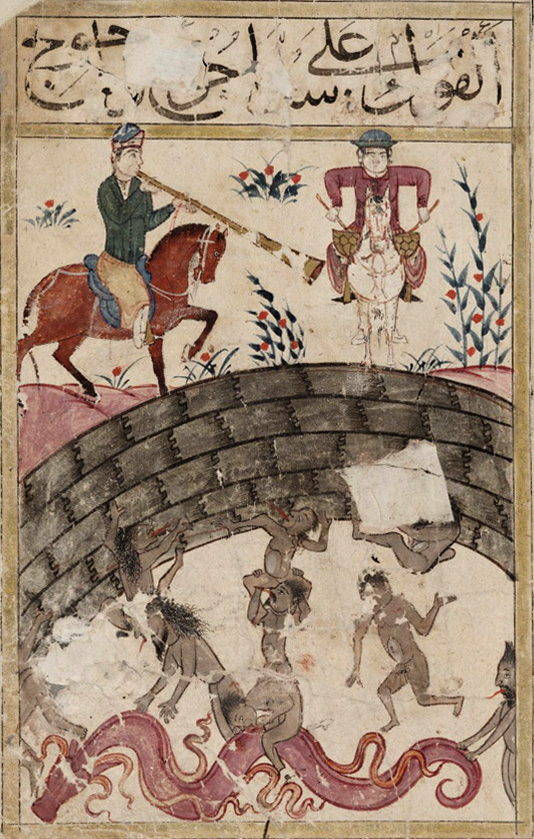
A grande muralha de Gog e Magog. Ilustração de um conto. Página de um manuscrito, coletâneo árabe do século XV, conhecido como Kitab al-bulhan ou "Livro das Maravilhas", mantido na Biblioteca Bodelian.